# Paso de Rucăr-Bran
El paso de Rucăr-Bran o paso de Bran (en rumano: Culoarul Rucăr-Bran, en húngaro: Törcsvári-szoros, en alemán: Törzburger Pass) es un puerto de montaña de Rumanía, entre los distritos de Brașov y Argeș. Posee algunas de los paisajes naturales más espectaculares del país, con sus vistas sobre los montes Bucegi y los Cárpatos meridionales, separando los montes Bucegi y Leota y de las montañas Piatra Craiului e Iezer-Păpușa. 
El paso comienza en la comuna de Rucăr (distrito de Argeș) y discurre alrededor de 31 km en dirección nordeste. Las comunas de Fundata (Șirnea) y Moieciu del distrito de Brașov están asimismo en la ruta, que termina en Bran. 
La carretera nacional DN73 recorre el paso de montaña, conectando Pitești, 76 km al suroeste de Rucăr, con Brașov, 29 km al nordeste de Bran. La carretera alcanza la máxima altitud a 1300 m en la comuna de Fundata.
Es una zona turística, el castillo de Bran fue el monumento más visitado de Rumanía en 2010.

## Geografía
Tiene origen en un corredor tectónico fuertemente erosionado, lo que ha revelado muchas peculiaridades morfológicas. El paso tomó forma en el Mesozoico, a finales del Cretácico, cuando los sinclinales de los Bucegi y Piatra Craiului y el anticlinal de los Leota se formaron por procesos de plegamiento. Desde el punto de vista geológico, sus capas inferiores se caracterizan por rocas cristalinas duras, ya que sirvió de cuenca sedimentaria en el Mesozoico medio. Entre el Jurásico y el Cretácico, se depositaron encima otras capas, principalmente de caliza y, en menor medida, de arenisca y marga, que luego fueron cubiertas por escombros.
El corredor se divide en tres sectores (norte -entre Bran y las crestas centrales-, central y sur). El relieve kárstico está bien definido por la presencia de cuevas, barrancos, gargantas, desfiladeros y abismos calcáreos. En el sector meridional del corredor hay tres depresiones: Dâmbovicioara -en la confluencia del Valea Izvorului y el Dâmbovicioara, entre las gargantas de Peșterii y Dâmbovicioara-, Podu Dâmboviței -en la confluencia del Dâmbovicioara y el Valea Orățiilor en el Dâmbovița-, y la de Rucăr -en la confluencia del Râușor y el Dâmbovița, limitada al norte por la cresta Pleașa-Posada que la separa de la anterior-.
Dos tercios de la ruta discurren por la cuenca del Dâmbovița, mientras que el tercio norte discurre por la cuenca del río Turcu. La zona es rica en cursos de agua que se precipitan desde las colinas circundantes, creando charcas, valles, terrazas y gargantas. El factor de erosión más importante es el río Dâmbovița: en la parte sur de la garganta, ha formado un espectacular relieve kárstico en la caliza mesozoica, en el que destacan los sistemas de cuevas alrededor de Dâmbovicioara.

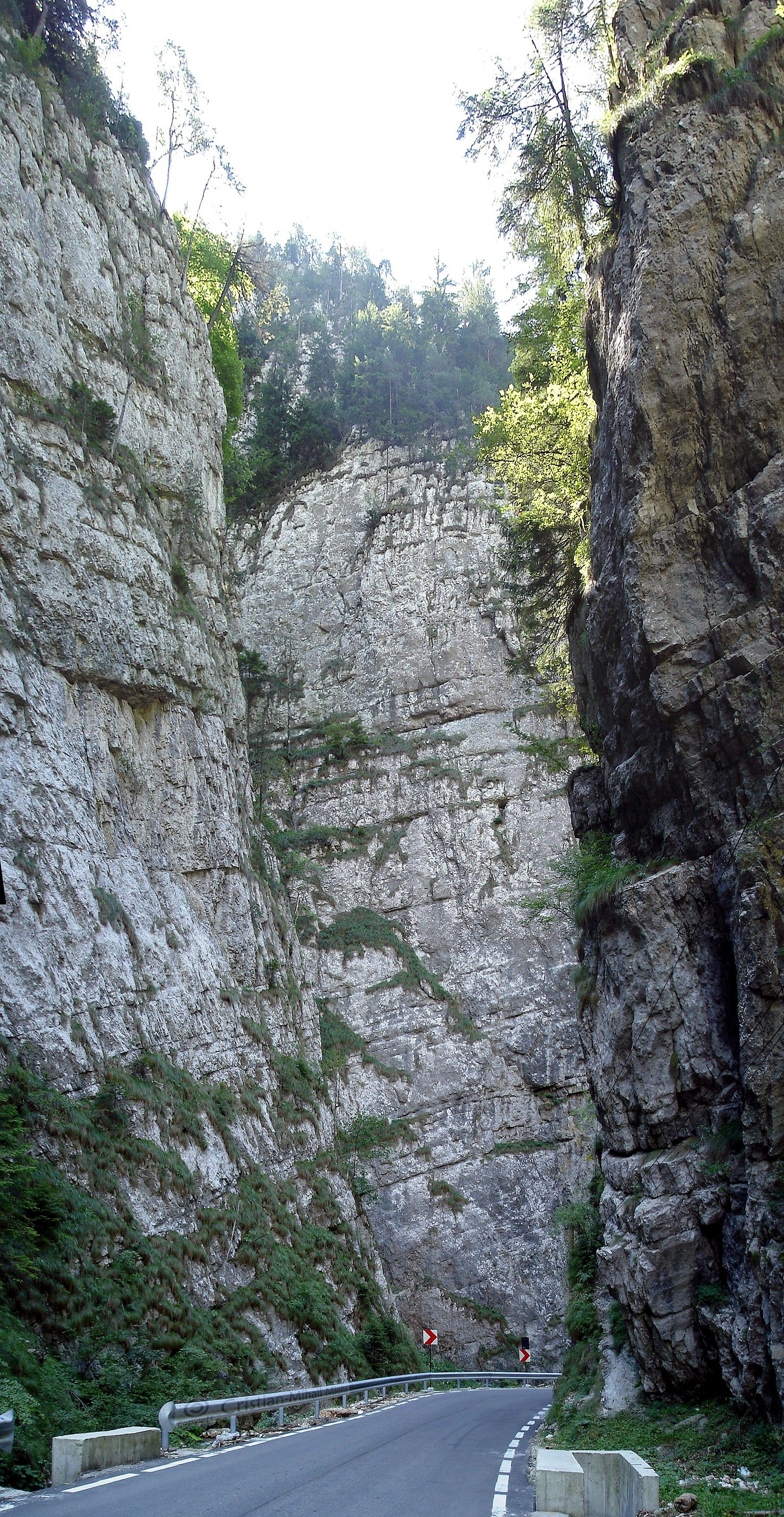
Garganta de Dâmbovicioara.

### Clima
El clima es templado de montaña, con una temperatura media anual de 4-8 °C, precipitaciones de 810-1020 mm y 200 días con presencia de nieve. Las masas de aire se desplazan en dirección noreste-suroeste.

### Flora y fauna
El paso de Bran está arbolado en un 47%, con bosques caducifolios hasta los 1000 m de altitud, principalmente de hayas y carpes, pero también de fresnos y abedules, y en grupos más pequeños de olmos montanos, álamos temblones y arces reales. A mayor altitud, hasta 1400-1500 m, son típicos los bosques mixtos, con hayas mezcladas con piceas, abetos y alerces. La flora de los pastos de montaña se compone de festuca, festuca de los prados, vincapervinca, trébol blanco y flores de violeta, caléndula, galio y boca de dragón. En las zonas kársticas también aparecen la avena, la juncia y la flor de las nieves. Entre las especies endémicas de los Cárpatos, crecen aquí el clavel de las coníferas y el clavel negro oscuro.
Su fauna incluye lobos, linces, ardillas y, a mayor altitud, rebecos. Entre las aves, son comunes el cálao, la curruca, el papamoscas papirrojo, el pico dorsiblanco, y en los cursos de agua hay truchas, chochín y timalo.

## Historia

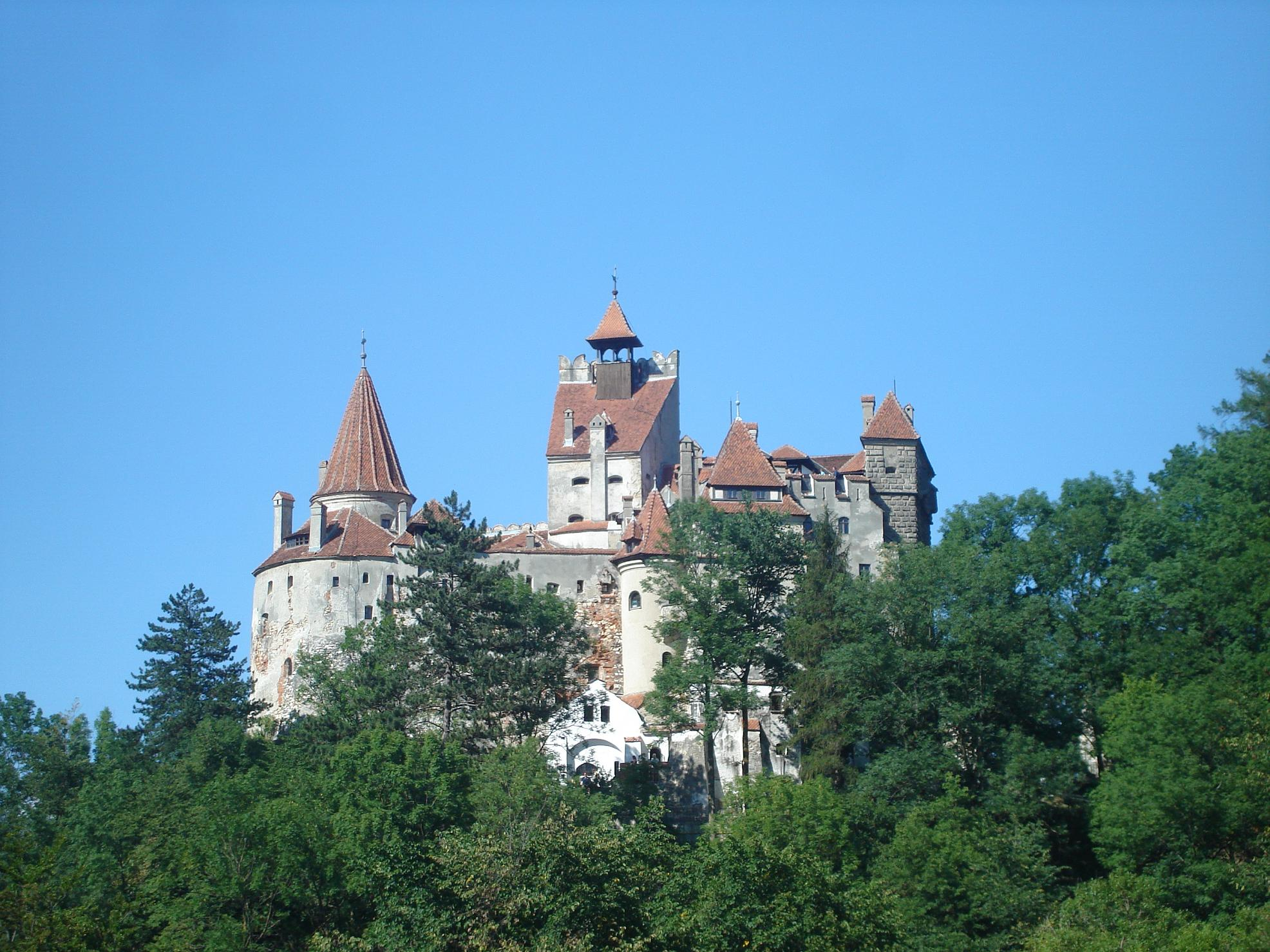
Castillo de Bran.

Parte de las legiones romanas que conquistaron Dacia cruzaron los Cárpatos por aquí. Tras la conquista, seguiría siendo zona de paso de tropas, y en las inmediaciones se erigieron dos castra.
Según Balázs Orbán, los sículos establecieron ya en el siglo XI una fortificación para defenderse de los cumanos y pechenegos. Los caballeros teutónicos construyeron en 1211 un castillo de madera en Râşnov Dietrichstein). 
El castillo de Bran fue construido con permiso del rey Luis I de Hungría entre 1377 y 1382 por los sajones de Transilvania de Brașov para defender el paso de las incursiones de los otomanos y tártaros. Es muy probable que la batalla de Posada (1330) entre Carlos I de Hungría y Basarab I de Valaquia tuviera lugar en este paso de montaña.

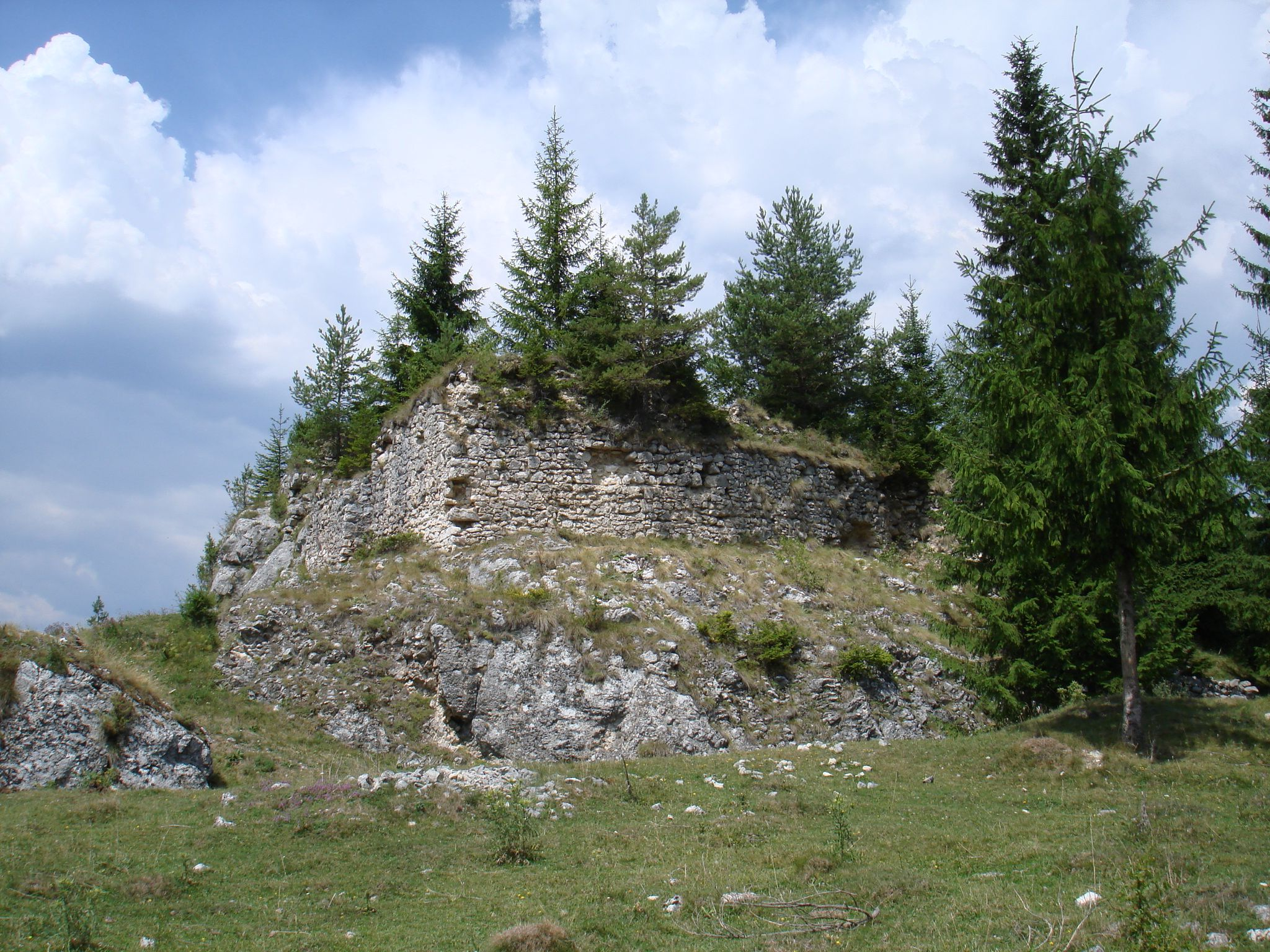
Castillo de Oratea.

El castillo de Orația, junto a Podu Dâmboviței, también ayudó en la defensa del paso. Existen teorías que atribuyen su construcción a los caballeros teutones o a Radu Negru. La carretera hacia este castillo se cubría de madera para evitar que animales de tiro resbalasen (era conocida como Königsbrücke), su manteniemento estaba a cargo de los sajones, que fueron recompensados con tierras en el área del valle del Dâmbovița.
En 1413 el gobernante de Valaquia trasladó a Bran el puesto de aduanas en el paso que previamente se hallaba en Rucăr, donde se tasaba a todas las mercancías que utilizaban la ruta. Hacia el sur, la ruta de comercio más común se dirigía a Cetățeni, com ramales a Popești y Hârșova. Inicialmente el castellano de Bran supervisaba la recaudación de los impuestos, aunque paulatinamente los príncipes transilvanos optaron por arrendar el cobro del trigésimo, principalmente a la ciudad de Brașov. En 1836, la aduana se trasladó al paso de Giuvala (la zona del actual municipio de Fundata).
Durante la guerra de independencia húngara de 1848-1849, el 19 de marzo de 1849 el ejército de August von der Heydte se retiró hacia Valaquia usando esta ruta. Fue la principal vía de comunicación entre Transilvania y Valaquia hasta que se construyó en 1854 la ruta por el valle del río Prahova y el paso de Predeal (ferrocarril desde 1876-1882). La carretera fue acondicionada en 1891: a la inauguración de la obra acudió el rey rumano Carlos I.
El primer oficial del ejército de Rumanía en caer en la Primera Guerra Mundial lo hizo atacando posiciones austrohúngaras en el paso de Bran tras la entrada de Rumania en la Entente en 1916. Hoy una cruz se alza en el lugar. El contraataque exitoso de las potencias centrales fue llevado a cabo por las tropas de Erich von Falkenhayn, que detendrían el ataque rumano. Los caídos alemanes, austríacos y rumanos en los combates en el paso fueron enterrados cerca de Dragoslavele.

## Galería

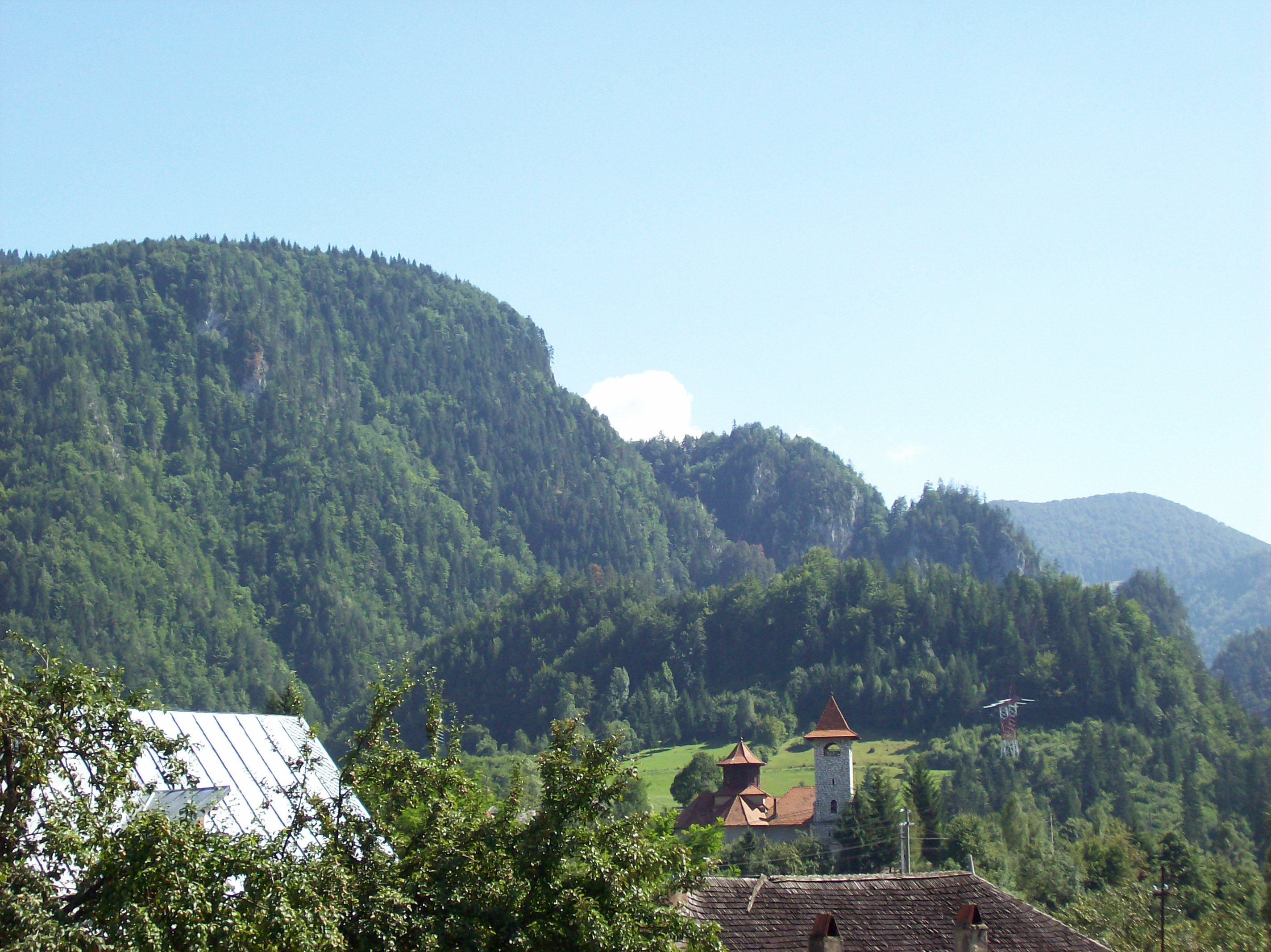
Paso de Bran.
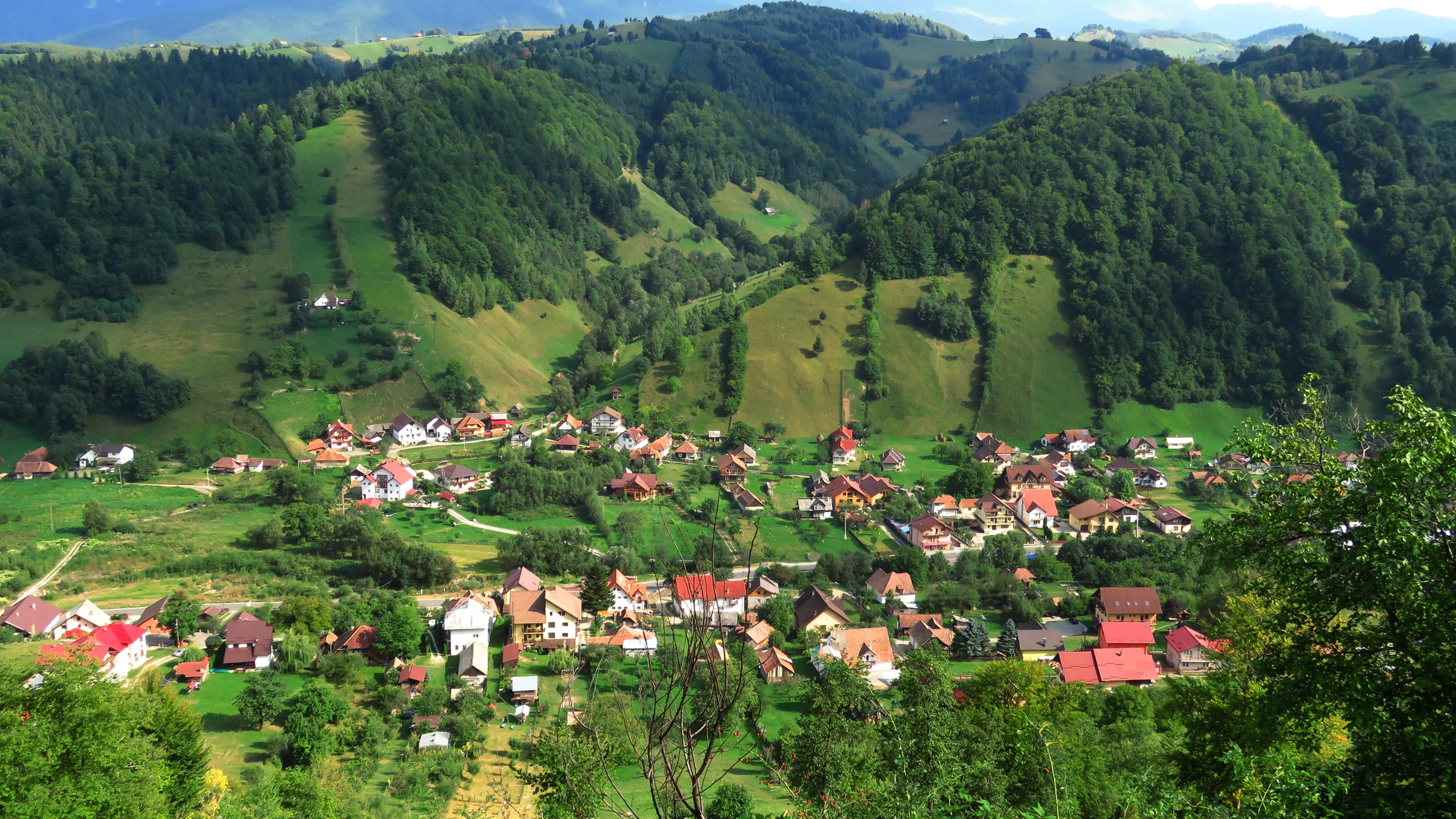
Paso de Bran.
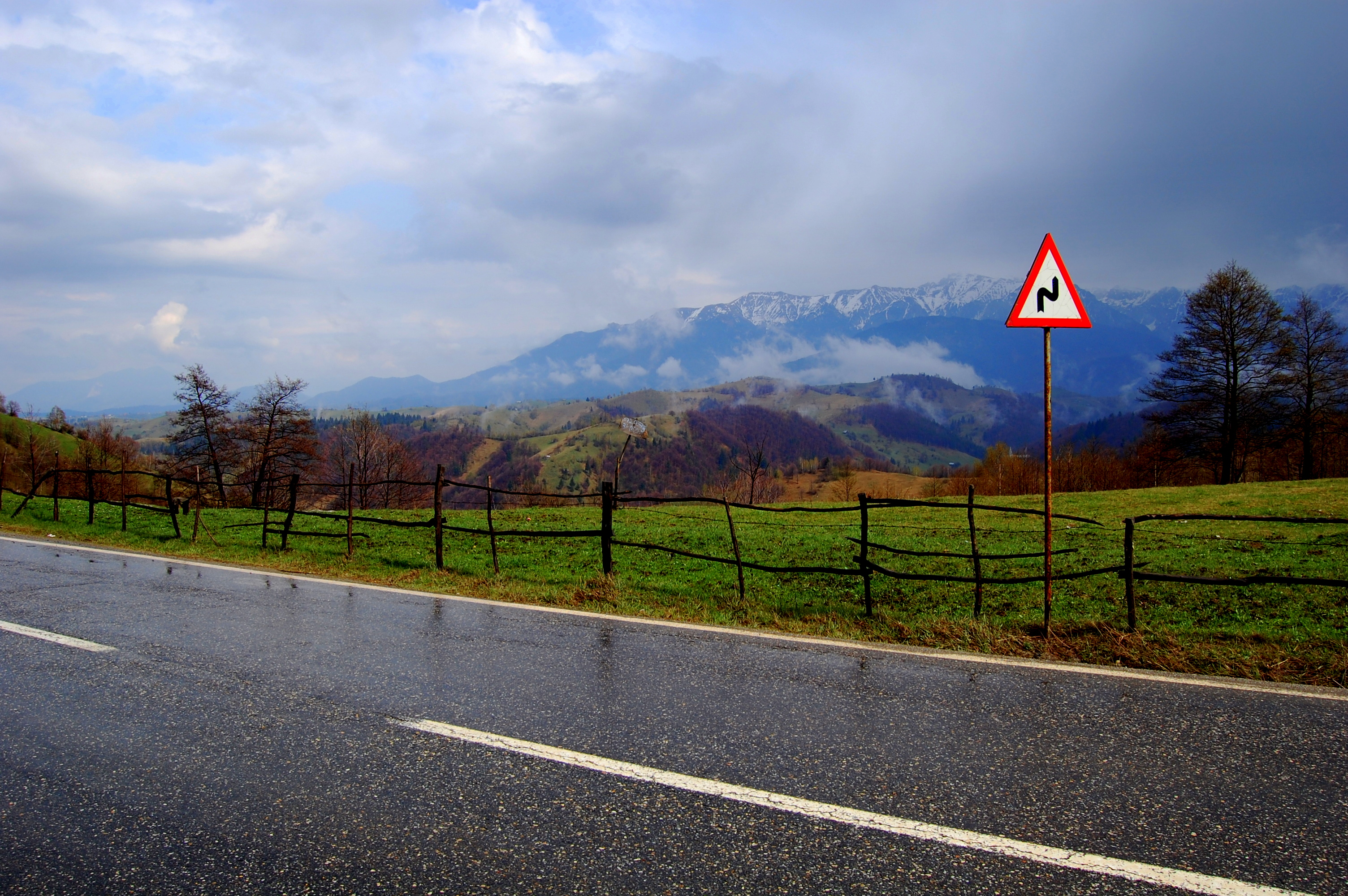
A la altura de Moieciu.
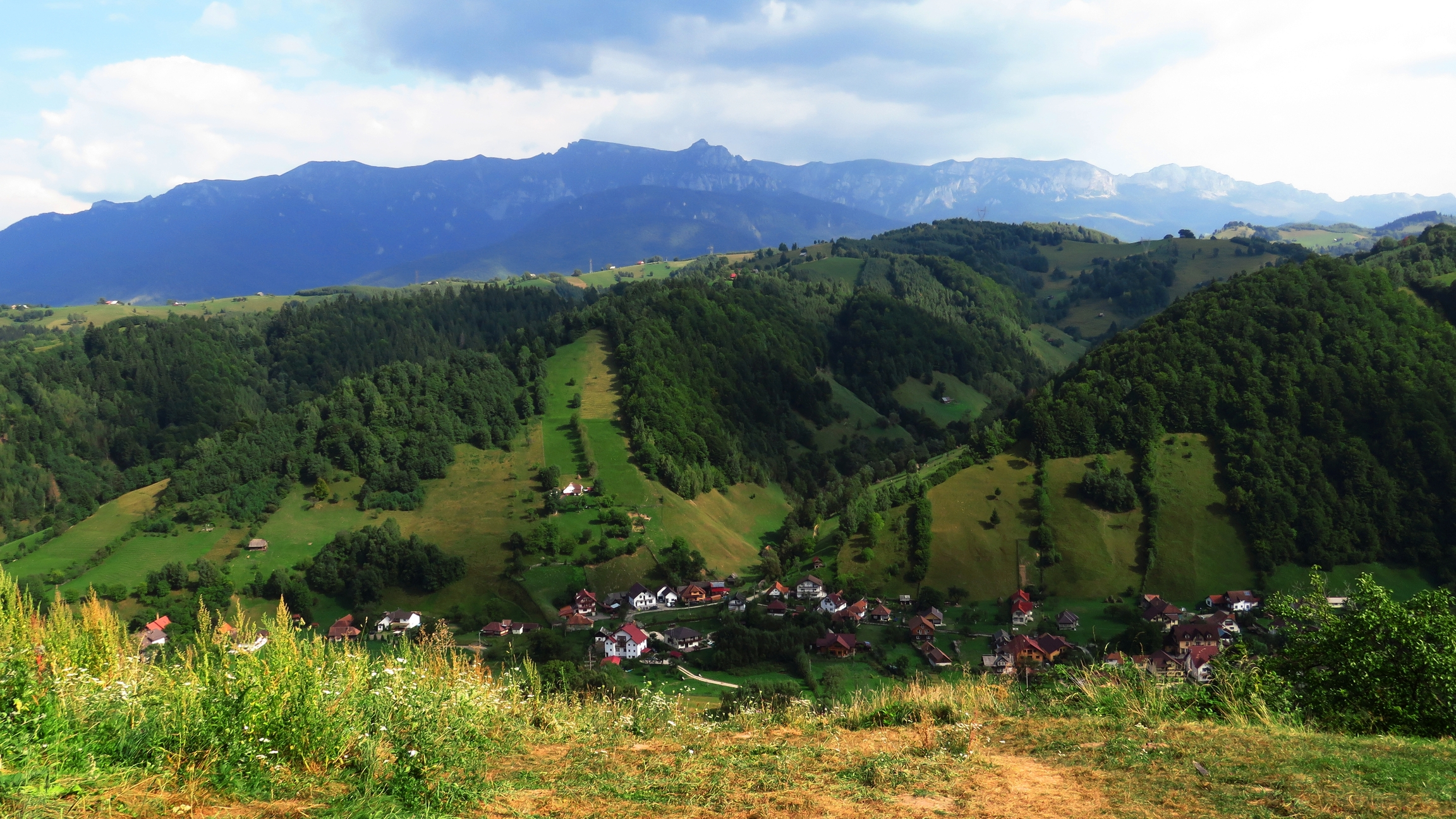
Otra vista del paso.